# Pinocho
Pinocho (en italiano Pinocchio, pronunciado [piˈnɔkkjo]) es un personaje de la literatura italiana y universal. Se trata de una marioneta de madera, protagonista del libro Las aventuras de Pinocho, escrito por Carlo Collodi, seudónimo de Carlo Lorenzini (Florencia, 1826-1890), y publicado en un periódico italiano entre 1881 y 1883, con los títulos Storia di un Burattino ("Historia de un títere") y Le avventure di Pinocchio ("Las aventuras de Pinocho'"), libro ilustrado por Enrico Mazzanti. Ha sido interpretado de muy diferentes maneras: como una novela de aprendizaje, como la historia de la esclavitud a la libertad, o como un reflejo de la moral burguesa de la Italia del siglo XIX 

## Orígenes
Por lo cruel del relato, podría suponerse que Collodi no lo pensó como obra de literatura infantil, si bien en tal caso resulta contradictorio que lo publicase en el "Giornale per i bambini".
Pinocho es conocido por su nariz que se alarga cuando miente. En el cuento original, Collodi lo describe como un "bribón", un "diablillo", que ya al momento de cobrar vida se ríe de su creador y padre adoptivo, Gepetto. El mal comportamiento de Pinocho, más que encantador y entrañable, pretende ser de advertencia. Se deja llevar por malas compañías y así se mete en problemas. Collodi pretendía que la historia fuera trágica, y culmina con la ejecución del títere: sus enemigos, el Zorro y el Gato, lo ahorcan de una encina.
En la novela, viste un sombrero picudo con una pequeña vuelta, chaqueta y pantalón corto hasta la rodilla. En la versión de Disney tiene aspecto más infantil, como un niño vestido de tirolés, con lederhosen y sombrero con una pluma.
Algunos analistas literarios consideran a Pinocho un héroe épico. Como muchos héroes literarios occidentales, como Odiseo, Pinocho desciende a los infiernos, experimentando un renacimiento a través de una metamorfosis, motivo muy común en la literatura fantástica. La estructura de la historia sigue la de los cuentos populares de campesinos que se aventuran por el mundo pero que, ingenuos, no están preparados para lo que se encuentran y se ven envueltos en situaciones ridículas. Al momento de ser escrito el libro, este era un problema serio, debido al inicio de la industrialización en Italia, que condujo a una creciente demanda de mano de obra en las ciudades; el problema se agravó por demandas similares, más o menos simultáneas, de mano de obra para la industrialización en otros países. Su efecto principal fue la emigración de gran parte del campesinado italiano a ciudades y países extranjeros, como Estados Unidos, Argentina y Uruguay.
Los principales imperativos exigidos a Pinocho son trabajar, ser bueno y estudiar. Y al final, la voluntad de Pinocho de mantener a su padre enfermo y dedicarse a esas cosas lo transforma en un niño de verdad con las comodidades modernas.

## Posible relación con la masonería
Algunos investigadores han insistido en la influencia de la masonería en la obra de Collodi. Así, por ejemplo, las opiniones del presidente del Centro de Estudios Históricos de la Masonería Española: "El camino correcto se alcanzaba a través del conocimiento y la sabiduría. Lo que había sido un tronco de madera y luego una marioneta, se convirtió finalmente en una persona real, tras superar las adversidades que se le presentaron". Sin embargo, como ha demostrado recientemente Daniela Marcheschi, editora de la publicación integral de las obras de Collodi, no existen pruebas reales en este sentido. Analizando las listas de afiliados y los archivos de la época, Marcheschi ha demostrado lo infundado del dato: Collodi, documentos en mano, no puede ser adscrito entre los afiliados. Por lo tanto, a pesar de que los sitios web vinculados al mundo cultural masónico afirman dicha afiliación, hasta la fecha no se ha producido ninguna documentación al respecto.

## Adaptaciones

### Literarias
- La primera versión conocida en español corrió a cargo de Rafael Calleja, hijo del fundador de la Editorial Calleja, ilustrada por Salvador Bartolozzi.
- Alekséi Nikoláyevich Tolstói escribió una famosa adaptación en ruso del libro original, llamado Las aventuras de Buratino.
- Más humano y pedagógico fue El Nuevo Pinocho, de la escritora austriaca Christine Nöstlinger.

#### Ensayos
Hay que mencionar el de Gerard Genet, titulado Análisis estructural de Pinocho (1970), publicado por la Fundación Collodi, y el de Alain Gay, Cómo convertirse en alguien (1990).

### Historieta
En el apartado del cómic destacan, además de la de Salvador Bartolozzi en el semanario Pinocho (1925), las versiones de Salvador Mestres en Aventuras de Pinocho (Cliper, 1944); Benito Jacovitti para Il Vittorioso (1946); Osamu Tezuka (1952); y Martz Schmidt en Pinocho (Bruguera, 1957), continuada luego por Raf.2.

### Cine

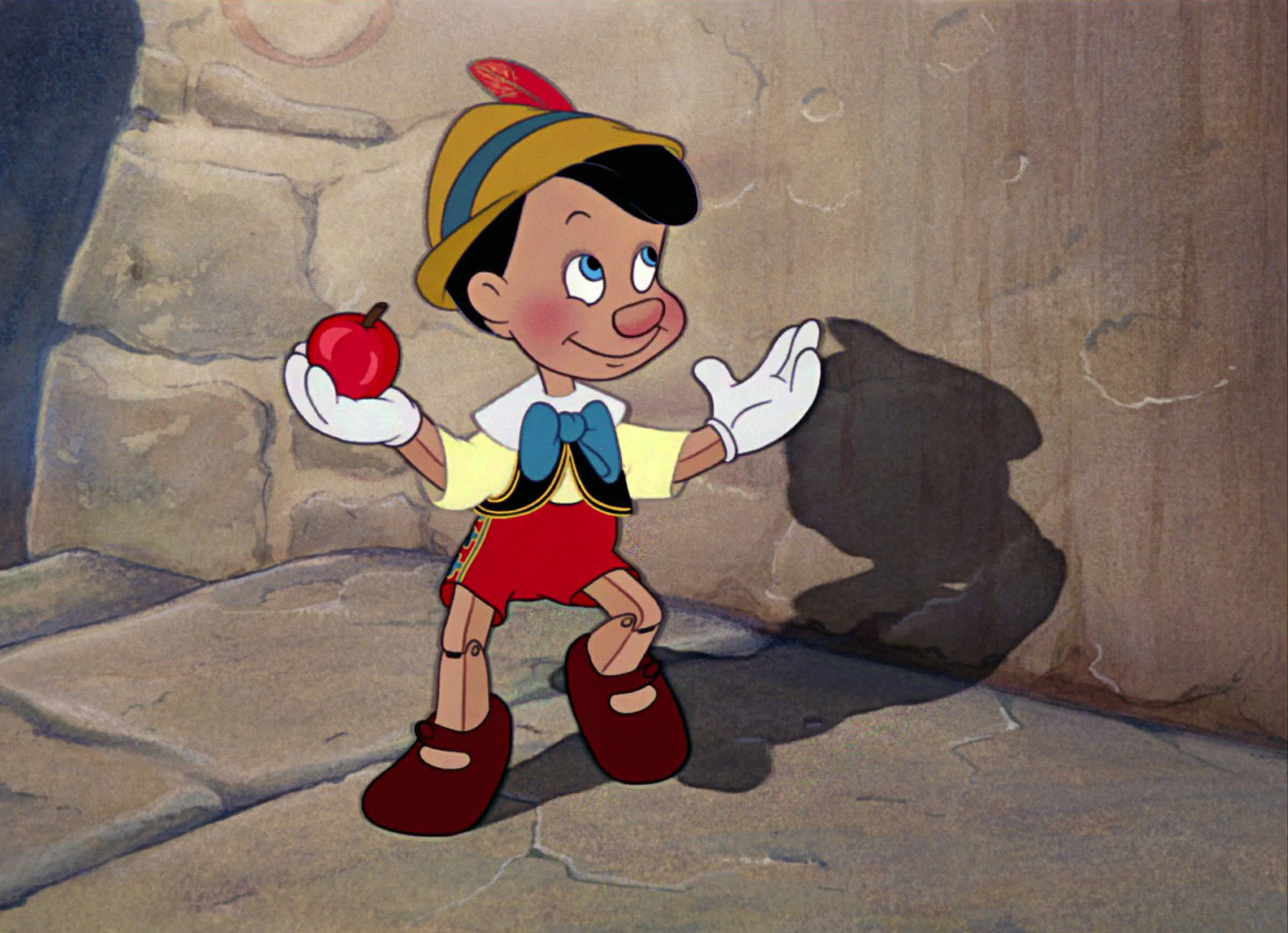
Pinocho en la película de animación de 1940.

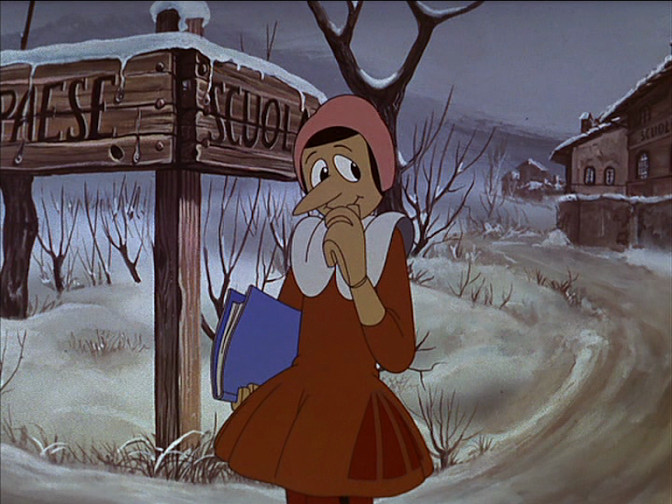
Pinocho en la película de animación de 1972.

Miniatura usada en la película de stop motion de 2022.

Entre las numerosas adaptaciones cinematográficas, se incluyen:
- La película animada de Disney de 1940. Aunque es una adaptación libre de la historia de Collodi, se considera una obra maestra dentro del cine de animación. De hecho se le ha etiquetado de "culturalmente importante" por la Biblioteca del Congreso de Estados Unidos, y está seleccionada para su preservación en el Registro de Películas del mencionado país. Esta versión del personaje ha continuado apareciendo en otros medios de la compañía, como series de televisión y videojuegos, y como personaje para conocer y saludar en los Parques Disney.
- La película de animación Un burattino di nome Pinocchio ("Las fantasías de Pinocho"), de 1972, obra de Giuliano Cenci, con la colaboración de los nietos Collodi, Mario y Antonio Lorenzini, exportada a más de 20 países del mundo.
- La película de Luigi Comencini de 1972.
- La película de animación Pinocho, del año 1992.
- La película Pinocho del año 2002, dirigida y protagonizada por Roberto Benigni como el personaje titular.
- La película P3K: Pinocho 3000, de 2004, donde se modifica la historia con un elemento de ciencia ficción: en vez de ser un muñeco de madera Pinocho es un robot.
- El telefim Pinocchio de 2008, protagonizado por Robbie Kay.
- Las películas Shrek, Shrek 2, Shrek tercero y Shrek Forever After, entre otros medios de la franquicia, donde Pinocho aparece como un personaje cómico y uno de los mejores amigos de Shrek.
- En Luca, película de Pixar ambientada en Italia, en una escena en que Luca se imagina cómo es todo el país, aparece un cameo de Pinocho junto con el Zorro y el Gato.
- El remake de imagen real de 2022 de la película de animación de 1940, dirigido por Robert Zemeckis, con Benjamin Evan Ainsworth como Pinocho. Al contrario de otras versiones adaptadas de la historia, esta película termina con Pinocho continuando siendo una marioneta, con el mensaje de que no importa cómo sea, pues Geppetto le acepta tal y como es.
- Pinocho, película de 2022 dirigida por Guillermo del Toro y hecha con animación stop motion. Es una versión basada en el libro del famoso cuento de hadas de Carlo Collodi, sobre un títere de madera que cobra vida y sueña con convertirse en un niño de verdad.
- En el Poohniverso tendremos una película de una versión asesina de Pinocho [7]

### Teatro
- Pinocchio, representación teatral de Gian Carlo Riccardi, representada en 1970.
- The Adventures of Pinocchio, ópera de Jonathan Dove, estrenada en 2007.

### Televisión
En 1972 la RAI 1 de Italia realizó una adaptación titulada Las aventuras de Pinocho, bastante fiel al libro, que se emitió entre el 8 de abril y el 6 de mayo del mismo año y que fue interpretada entre otros por Nino Manfredi como Gepetto y Gina Lollobrigida como el Hada Azul. Dicha serie se emitió en España en la Navidad de 1973 en 6 capítulos de una hora en blanco y negro y se volvió a emitir durante la Semana Santa de 1977 en color durante tres días seguidos a las 17h y con capítulos de dos horas. También se estrenó como película en cines y se distribuyó en ese formato en vídeo en los años 80.
El personaje Pinocho apareció en la serie Once Upon a Time, interpretado por Jakob Davien como joven y Eion Bailey como adulto, llevando el alias de "August Wayne Booth".

### Videojuegos
- Capcom creo para un juego de puzzles y plataformas  basado en el  film de 1940 para Game Boy, Super Nintendo y Megadrive
- En Lies of P es un videojuego soulslike desarrollado por Round8 Studio y publicado por Neowiz Games, ambas compañías de Corea del Sur.  . El más importante entre los inventores títeres es el legendario Geppetto, que creó a Pinocho. Con el fin de garantizar que los títeres no fueran una amenaza, estaban vinculados al Gran Pacto, que les prohíbe mentir o atacar a los humanos. Sin embargo, a pesar de esto, un día se rebelan y matan a la mayor parte de la población humana de Krat. Los títeres tienen su propio idioma, que consiste en texto borroso en inglés que se hace visible durante las peleas de jefes contra títeres enemigos.